# Carl Seelig
Carl Seelig (Zurigo, 11 maggio 1894 – Zurigo, 15 febbraio 1962) è stato uno scrittore e mecenate svizzero di lingua tedesca.
Figlio di una ricca famiglia, curò molte antologie letterarie e di canzoni del folklore tedesco, russo e slavo. Collaborò a lungo con la casa editrice viennese E.P. Tal & Co Verlag.
Conosciuto prevalentemente per essere stato amico di Robert Walser (di cui curò le opere complete) e primo biografo di Albert Einstein, la sua corrispondenza include anche scambi di lettere con, tra gli altri, Max Brod, Hans Henny Jahnn, Alfred Polgar e Joseph Roth. Curò anche opere di Georg Büchner, Georg Heym, Waldemar Bonsels, Novalis, Martin Buber, Hermann Hesse, Stefan Zweig e altri.
La storia della sua amicizia con Robert Walser è raccontata nel libro di Seelig "Passeggiate con Robert Walser" ("Wanderungen mit Robert Walser") e nel film Der Vormund und sein Dichter (1978), regia di Percy Adlon.
L'Archivio svizzero di letteratura conserva più di 6000 suoi manoscritti.

## Opere in italiano
- Albert Einstein, Idee e opinioni da "Mein Weltbild" e altri testi, a cura di, Milano, Schwarz, 1965
- Passeggiate con Robert Walser, a cura di Emilio Castellani, Milano, Adelphi, 1981 ISBN 9788845904486